# Vinkenpeel
De Vinkenpeel is een grote Peelontginning ten noordoosten van De Rips. Ze is min of meer driehoekig van vorm en beslaat enkele honderden hectaren. Het grootste deel van het gebied ligt in de Nederlandse gemeente Gemert-Bakel, een zeer klein deel ervan bevindt zich in de gemeente Sint Anthonis.
Het gebied is voornamelijk in gebruik als weidegrond en wordt doorsneden door een aantal lanen die een dambordpatroon vormen. In het oosten van het gebied ligt het Defensiekanaal, dat de grens met de provincie Limburg vormt en in het noorden uitkomt bij de Vredepaal. Aan de Limburgse zijde ligt het gebied en het gelijknamige ontginningsdorp Vredepeel.
Naar het westen sluit het gebied aan op de Aerlesche Peel.
De Vinkenpeel is genoemd naar de gebroeders Jan-Berend en Adam Roelvink, die dit voormalige hoogveenmoeras eind 19e eeuw ontgonnen hebben. Ook de Roelvinklaan die door het gebied loopt herinnert nog aan deze episode.
In het noorden, bij de Vredepaaldreef, ligt een naaldbosgebied van een twintigtal hectare dat eigendom is van het Brabants Landschap.